# Ефрен Васкес
Ефрен Васкес Родрігез (ісп. Efrén Vázquez Rodríguez; 2 вересня 1986, Баракальдо, Країна Басків, Іспанія) — іспанський мотогонщик, учасник чемпіонату світу з шосейно-кільцевих мотогонок MotoGP. У сезоні 2016 року виступає в класі Moto2 за команду «IodaRacing Project SRL» під номером 17.

## Біографія
Ефрен народився у сім'ї домогосподарки та сантехніка, який захоплювався мотоспортом. Саме батько привив малому любов до мотоциклів. Васкес із чотирирічного віку почав виступати у різноманітних змаганнях із мінімото по всій північній Іспанії.
У 1995 р., у віці 9 років, Ефрен виграв чемпіонат Біскаї по мінімото, повторивши свій успіх у двох наступних сезонах.
У 1998 р., в 11-річному віці, Васкес бере участь у чемпіонаті Іспанії з мінімото, де стає 4-м. У наступному році у змаганнях він займає 3-тє місце. У цьому ж році починається його кар'єра у шосейно-кільцевих мотоперегонах.
У 1999 році іспанець бере участь у Copa Aprilia в класі 50cc, де займає 10-е місце. У наступному сезоні він дебютує у Copa Aprilia в класі 125cc.
Успішні виступи Ефрена привернули увагу спеціалістів, і у 2004 році Альберто Пуч запросив його узяти участь у змаганнях «Movistar Junior Cup», де серед 300 учасників він зайняв 6-те місце.
У 2005 р. Васкес дебютував у відкритому чемпіонаті Іспанії в класі 125cc, де зайняв 4-те місце. Наступний сезон був затьмарений травмою, а саме переломом ключиці, але все одно він зайняв у змаганнях 7-ме місце.

### MotoGP
Ефрен дебютував у чемпіонаті світу з шосейно-кільцевих мотоперегонів серії MotoGP у 2007 році у 20-річному віці, що є порівняно пізно для мотогонок. Провівши сезон у класі 250сс з командою «Blusens Aprilia Germany», з якою у 10 гонках завоював лише 1-ше очко, він вирішив перейти у менший клас, 125сс. У сезоні 2008 року він у складі команди «Blusens Aprilia Junior» у 15 гонках зумів набрати 31 очко, що дозволило зайняти 20-те місце в загальному заліку.
На сезон 2009 року Васкес перейшов до заводської команди «Derbi Racing Team» від однойменного заводу. Тут він отримав у своє розпорядження сильний мотоцикл (команда святкувала перемогу в заліку виробників у попередньому сезоні), а його напарником по команді став Пол Еспаргаро. Протягом сезону результати Ефрена незначно покращились, у загальному заліку він набрав 54 очки та зайняв 14-те місце.
У наступному році Васкес перейшов до команди «Tuenti Racing», де продовжив виступати на Derbi. Уже у дебютній гонці сезону у Катарі Ефрен здобув свій перший подіум у кар'єрі, здобувши 2-ге місце. Додавши до цього 3-тє місце на Гран-Прі Сан Марино, іспанець зміг набрати 152 очка та зайняти 5-те місце у загальному заліку.
У чемпіонаті 2011 року Васкес виступав за команду «Avant-AirAsia-Ajo». Протягом сезону знову здобув два подіуми (треті місця у Франції та Сан Марино), що дозволило зайняти 7-ме місце в загальному заліку.
У 2012-му Ефрен перейшов до команди «JHK T-Shirt Laglisse», де йому довелось звикати до нового мотоциклу: спочатку до Honda NSF250R (перший етап), згодом — до FTR M312. Найвищим результатом іспанця стало чотири 5-х місця, що дозволило зайняти в загальному заліку лише 10-те місце.
Це спонукало Васкеса до пошуку нових можливостей, що втілилось у підписання контракту для виступів у сезоні 2013 з амбітною індійською командою «Mahindra Racing». Протягом року в серії домінували виключно гонщики на мотоциклах KTM RC250GP, Ефрен же не зміг повною мірою реалізувати свій потенціал. Тому на сезон 2014 року іспанець перейшов до німецької команди «SaxoPrint-RTG», де отримав у своє розпорядження мотоцикл Honda NSF250RW.
Перед початком сезону інженери Honda Racing Corporation суттєво попрацювали над мотоциклом, що дозволило успішно конкурувати з KTM RC250GP та перервати серію із 27 перемог поспіль, встановлену на австрійському байку Маючи у своєму розпорядженні сильний мотоцикл та великий досвід участі у змаганнях, Васкес уже з перших етапів сезону почав демонструвати сильні результати. Так, у перших двох Гран-Прі сезону (у Катарі та Америці) Ефрен фінішував третім; у четвертій гонці чемпіонату, в Іспанії, фінішував другим; а у десятій, в Індіанаполісі, іспанець здобув першу перемогу у своїй семирічній кар'єрі. Перемога дозволила Васкесу за 8 етапів до закінчення чемпіонату закріпитися на 2-му місці в загальному заліку. До своїх успішних виступів в сезоні іспанець додав ще одну перемогу у Малайзії та фінішував на 4-му місці в загальному заліку.
На наступний сезон Ефрен перейшов до іншої німецької команди, «Leopard Racing». Васкес, хоч і 5 разів у 18 гонках підіймався на подіум, проте не здобув жодної перемоги. Через це, а також через нестабільність результатів, він змушений був задовольнитись лише 8-м місцем загального заліку.
На сезон 2016 іспанець через вікові обмеження класу Moto3 (у ньому можуть брати участь лише спортсмени, вік яких не перевищує 28 років) змушений був перейти до Moto2, приєднавшись до команди «IodaRacing Project SRL».

## Статистика виступів у MotoGP

### В розрізі сезонів
| Сезон | Клас  | Команда                 | Мотоцикл         | Гонки | Пер | Под | ПП | НК | Очки | Місце |
| ----- | ----- | ----------------------- | ---------------- | ----- | --- | --- | -- | -- | ---- | ----- |
| 2007  | 250сс | Blusens Aprilia Germany | Aprilia RSA 250  | 10    | 0   | 0   | 0  | 0  | 1    | 29    |
| 2008  | 125сс | Blusens Aprilia Junior  | Aprilia RS 125 R | 15    | 0   | 0   | 0  | 1  | 31   | 20    |
| 2009  | 125сс | Derbi Racing Team       | Derbi RS 125 R   | 16    | 0   | 0   | 0  | 0  | 54   | 14    |
| 2010  | 125сс | Tuenti Racing           | Derbi RS 125 R   | 17    | 0   | 2   | 0  | 0  | 152  | 5     |
| 2011  | 125сс | Avant-AirAsia-Ajo       | Derbi RS 125 R   | 17    | 0   | 2   | 0  | 0  | 160  | 7     |
| 2012  | Moto3 | JHK T-Shirt Laglisse    | Honda NSF250R    | 16    | 0   | 0   | 0  | 0  | 93   | 10    |
| 2012  | Moto3 | JHK T-Shirt Laglisse    | FTR M312         | 16    | 0   | 0   | 0  | 0  | 93   | 10    |
| 2013  | Moto3 | Mahindra Racing         | Mahindra MGP3O   | 15    | 0   | 0   | 0  | 0  | 82   | 9     |
| 2014  | Moto3 | SaxoPrint-RTG           | Honda NSF250RW   | 18    | 2   | 7   | 1  | 2  | 222  | 4     |
| 2015  | Moto3 | Kiefer Racing           | Honda NSF250RW   | 18    | 0   | 5   | 0  | 1  | 155  | 8     |
| 2016  | Moto2 | IodaRacing Project SRL  | Suter MMX2       |       |     |     |    |    |      |       |

## Цікаві факти
- Свою дебютну перемогу у MotoGP, на Мото Гран-Прі Індіанаполіса 2014 Ефрен із шампанським на подіумі святкував сам. Річ у тім, що за законами штату Індіана, де проходили змагання, алкогольні напої можна вживати лише з 21 року, а іншим призерам, Романо Фенаті та Джеку Міллеру, на момент нагородження виповнилось лише 18 та 19 років відповідно[3].